# Barrage-écluse de Dinant
Le barrage-écluse de Dinant, l'écluse de Dinant ou encore le barrage de Dinant, officiellement l'écluse 4 Dinant, est un barrage-écluse sur la Meuse, dans la province de Namur, en Belgique.
Aménagement d'importance pour la commune de Dinant permettant le passage de bateaux en amont de la Meuse et vers la France, il est ainsi important également pour la région wallonne et l'économie de la Haute-Meuse.

## Situation
Le barrage-écluse se situe dans le centre-ville de la commune namuroise de Dinant en région wallonne. En amont, le barrage-écluse est précédé par le pont Charles de Gaulle de Dinant à 0,99 km et par l'écluse 3 dite d'Anseremme ; tandis qu'en aval, il est suivi par l'écluse 5 dite d'Houx.

## Description de l'ouvrage

### Écluse
L'écluse est longue de 100 mètres et large de 12 mètres, comme la quasi-totalité des écluses de la Haute-Meuse. En 2017, l'écluse est entretenue entièrement, les portes sont démontées et ce pendant trois semaines ; la dernière rénovation datait de 2000.

### Barrage
Le barrage est électromécanique avec un niveau flottant en amont de 90,97 mètres. Il est composé de quatre pertuis.

### Coût
En 1880, le coût en franc belge pour le barrage-écluse de Dinant est estimé à 874 698 francs et 63 centimes.
| Construction                                                               | Francs  | Centimes |
| -------------------------------------------------------------------------- | ------- | -------- |
| Écluse de 100 mètres de longueur utile et 12 mètres de largeur libre       | 370 681 | 51       |
| Estacade de 50 mètres de longueur établie en amont de l'écluse             | 15 375  | 36       |
| Travaux et fournitures diverses                                            | 2 538   | 70       |
| Passe navigable de 45 mètres et 81 mètres de longueur                      | 110 984 | 46       |
| Pile                                                                       | 19 436  | 25       |
| Déversoir de 54 mètres et 60 mètres et 60 mètres de longueur               | 136 604 | 25       |
| Épaulement                                                                 | 9 417   | 56       |
| Travaux aux abords de l'écluse et du barrage, et travaux en lit de rivière | 171 647 | 42       |
| Matériel de rechange                                                       | 14 741  | 58       |
| Maison d'éclusier                                                          | 10 732  | 44       |
| Aide-éclusier                                                              | 7 172   | 34       |
| Hangar                                                                     | 3 609   | 51       |
| Abords des maisons d'éclusier et d'aide-éclusier                           | 1 757   | 25       |
| Total                                                                      | 874 698 | 63       |